# Conspiracy (film)
Conspiracy är en amerikansk film från 2008 regisserad av Adam Marcus.

## Handling
MacPherson och Miguel Silva skadas svårt under Irakkriget och skickas hem. En tid senare blir MacPherson bjuden till Miguels hem nära den mexikanska gränsen, men när han kommer dit har Miguel försvunnit och lokalbefolkningen tycks inte känna till honom. När han upptäcker att Miguel mördats av en man som heter Rhodes som tjänar stora pengar på att lura behövande mexikaner lovar han att helvetet ska komma till Guds land.

## Om filmen
Filmen är inspelad på Bonanza Creek Ranch, i Galisteo, Madrid, Pecos och Santa Fe, samtliga i New Mexico, USA. Den hade världspremiär i USA den 15 februari 2008.

## Rollista
- Val Kilmer – MacPherson
- Gary Cole – Rhodes
- Jennifer Esposito – Joanna
- Jay Jablonski – Foster
- Greg Serano – Miguel
- Stacy Marie Warden – Carly
- Christopher Gehrman – E.B.
- Bob Rumnock – Bock
- Scott Burkett – Jefferson
- Rene Mousseux – Lee
- David Frye – Jenson
- Adam Marcus – Terry
- Jeannine Cota – Lucinda
- Anthony Jordan Atler – Reinol
- Debra Sullivan – Susie
- J.D. Garfield – Victor
- Steve Pena – Francisco

### Webbkällor
- Conspiracy på Internet Movie Database (engelska)